# فدریکو گای
فدریکو گای (ایتالیایی: Federico Gay; ۱۶ ژوئیهٔ ۱۸۹۶ – ۱۵ آوریل ۱۹۸۹) دوچرخه‌سوار اهل ایتالیا بود. وی بازی‌های المپیک تابستانی ۱۹۲۰ شرکت کرده است.